# シミックヘルスケア・インスティテュート
シミックヘルスケア・インスティテュート株式会社（英: Cmic healthcare Institute Co., Ltd.）は、治験施設の支援等を行っている企業。

## 沿革
- 1999年4月2日 - メディケアシステム株式会社として設立。
- 2000年3月 - 医療機関と提携開始。
- 2001年3月 - サイトサポート・インスティテュート株式会社に商号変更。
- 2003年12月18日 - 東京証券取引所マザーズに新規上場。
- 2007年8月1日 - 株式会社メッドラインからSMO事業を譲受。
- 2008年
  - 3月26日 - 東京証券取引所マザーズ上場廃止。
  - 4月1日 - 株式交換によりシミック株式会社（現・シミックホールディングス株式会社）の完全子会社となる。
  - 10月1日 - シミックグループ内のSMO事業再編に伴い、シミックCRC株式会社を吸収合併。
- 2009年3月 - メディカルトライアルズ株式会社の全株式を取得し、完全子会社化（同年6月1日にメディカルトライアルズ株式会社を吸収合併）。
- 2011年
  - 1月5日 - 株式会社メディカル・ヴィタの全株式を取得し、完全子会社化（同年4月1日に株式会社メディカル・ヴィタを吸収合併）。
  - 8月1日 - 株式会社シェルプロからSMO事業を譲受。
  - 9月1日 - グループ会社のシミックメディカルサポート株式会社（旧・スギメディカルサポート）を吸収合併。
- 2012年5月7日 - 本社を東京都品川区大崎から東京都品川区西五反田に移転。
- 2015年5月7日 - 当社を含めたシミックグループの東京での事業所集約に伴い、本社を東京都品川区西五反田から東京都港区芝浦に移転。
- 2020年1月1日 - シミックヘルスケア株式会社と合併し、シミックヘルスケア・インスティテュート株式会社に商号変更。

## 一般用医薬品治験支援業務のデータ改竄問題
- 2010年4月〜2011年4月にかけ小林製薬の肥満症者用一般用医薬品（OTC）の治験支援業務を受託し医療法人大鵬会千本病院で実施した際に、大阪オフィスの治験コーディネーター（CRC）が被験者72名のうち5名の身長を低く記載させ、また5名のうち4名は同病院の職員を登録させていた[2]。